# Os Protocolos dos Sábios de Sião
Os Protocolos dos Sábios de Sião  ou Os Protocolos de Sião é um texto antissemita que descreve um alegado projeto de conspiração por parte dos judeus e maçons de modo a atingirem a "dominação mundial através da destruição do mundo ocidental". De acordo com o Museu Memorial do Holocausto dos Estados Unidos, o texto influenciou o nazismo e permanece em circulação até os dias atuais, sobretudo na internet.
O jornal britânico The Times revelou em um artigo de 1921, escrito pelo jornalista Philip Graves, que o texto era uma falsificação que apresentava diversas passagens plagiadas de Diálogo no Inferno entre Maquiavel e Montesquieu, obra satírica do escritor francês Maurice Joly.
O texto, futuramente, foi plagiado e usado como base para o documento Plano Cohen.

## História dos protocolos
O texto tem o formato de uma ata, que supostamente teria sido redigida por uma pessoa num Congresso realizado a portas fechadas, numa assembleia em Basileia, no ano de 1898, onde um grupo de sábios judeus e maçons teriam-se reunido para estruturar um esquema de dominação mundial. Nesse evento, teriam sido formulados planos como os de usar uma nação europeia como exemplo para as demais que ousassem se interpor no caminho dessa dominação, controlar o ouro e as pedras preciosas, criar uma moeda amplamente aceita que estivesse sob seu controle, confundir os "não-escolhidos" com números econômicos e físicos e, principalmente, criar caos e pânico tamanhos que fossem capazes de fazer com que os países criassem uma organização supranacional capaz de interferir em países rebeldes.

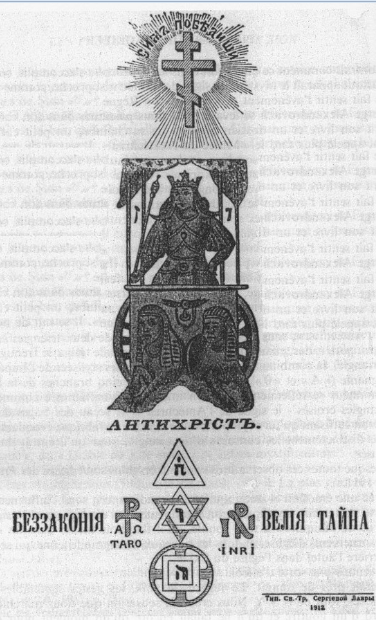
Símbolo de exemplo do tratado de sião

Numerosas investigações repetidamente provaram tratar-se de um embuste, especialmente uma série de artigos do The Times of London, de 16 a 18 de agosto de 1921, o que leva a crer que muito do material utilizado no texto era plágio de Serge Nilus ou Serguei Nilus de sátiras políticas existentes (principalmente do livro "O diálogo no Inferno entre Maquiavel e Montesquieu", do escritor Maurice Joly, publicado em 1865), que não tematizavam a questão antissemita. Em 1920, Lucien Wolf publicara "The Jewish Bogey and the Forged Protocols of the Learned Elders of Zion" (London: Press Committee of the Jewish Board of Deputies.
Segundo estas investigações, a base da história dos Protocolos, como circula desde então, foi criada por um novelista alemão antissemita, chamado Hermann Goedsche que usou o pseudônimo de Sir John Retcliffe. A contribuição original de Goedsche consistiria na introdução dos judeus como os conspiradores para a conquista do mundo. O jornal The New York Times republicou os textos, a 4 de Setembro de 1921 No mesmo ano, a princesa Catherine Radziwiłł concedeu uma entrevista privada no Hotel Astor em Nova Iorque na qual afirmou que os Protocolos eram uma falsificação compilada em 1904-05 pelos jornalistas russos Matvey Golovinsky e Manasevich-Manuylov sob a direção de Pyotr Rachkovsky, chefe da Okhrana, a polícia secreta czarista, para enganar o czar Nicolau II da Rússia.
Os Protocolos foram publicados nos EUA no Dearborn Independent, um jornal de Michigan, cujo proprietário era Henry Ford, que ao mesmo tempo publicaria uma série de artigos coligidos mais tarde num livro intitulado O Judeu Internacional. Mesmo após as denúncias, por parte de toda a imprensa, de fraude, o jornal continuou a citar o documento. Adolf Hitler e seu Ministério da Propaganda citaram os Protocolos para justificar a necessidade do extermínio de judeus mais de 10 anos antes da Segunda Guerra Mundial. Segundo a retórica nazista, a "conquista do mundo pelos judeus", descoberta pelos russos em 1897, estava obviamente sendo ainda levada a cabo 33 anos depois.
No Brasil, Gustavo Barroso, advogado, professor, político, contista, folclorista, cronista, ensaísta e romancista brasileiro, diretor do Museu Histórico Nacional, presidente da Academia Brasileira de Letras por duas vezes e membro do movimento nacionalista Ação Integralista Brasileira, publicou pela Editora Civilização Brasileira a primeira tradução em português.
Paulo Coelho, por sua vez, recorda que os Protocolos foram publicados simultaneamente na Inglaterra (Eyre & Spottiswoode Publishers) e na Alemanha (Verlag Charlottenburg), transcrevendo, de forma grosseira, determinadas ideias difundidas por Serge Nilus (ainda que o livro, em momento algum, pregue qualquer tipo de agressão física ou moral ao povo semita) ("O grande no pequeno e o Anti-Cristo como possiblidade imediata". São Petesburgo, 1902).
O franciscano Maximiliano Kolbe, martirizado pelo nazis num campo de concentração, teve-o como um dos seu alvos principais por acreditar que era “o verdadeiro livro fundamental da Maçonaria”.
Em 1931, Anton Idovsky, um velho e desencantado monarquista, disse ter forjado os Protocolos, simplesmente porque um judeu, gerente de um banco, lhe havia recusado um empréstimo. Idovsky afirmou ter copiado as ideias centrais do livro de Joly. A história teria-se encerrado aí, caso, dois anos mais tarde, em 1933, Adolf Hitler não tivesse subido ao poder, na Alemanha, uma vez que foi esta obra que os nazistas utilizaram, perante o meio intelectual alemão, para justificar a postura antissemita então pretendida de ser adotada pelo Terceiro Reich alemão.
A utilização dos Protocolos por Hitler pode ser vista nesta tradução do Mein Kampf (1925-1926), capítulo XI, Nação e Raça: "… até que ponto toda a existência desse povo é baseada em uma mentira continuada incomparavelmente exposta nos Protocolos dos Sábios de Sião, tão infinitamente odiado pelos judeus. Eles são baseados num documento forjado, como clama o jornal Frankfurter Zeitung toda semana: é a melhor prova de que eles são autênticos. O que muitos judeus fazem inconscientemente, aqui é exposto de forma consciente. E é isso o que importa. É completamente indiferente de qual cérebro judeu essa revelação se originou; o importante é que, com uma certeza positiva e terrível, eles revelam a natureza do povo judeu e expõem seus contextos internos bem como seus objetivos finais. Todavia, a melhor crítica aplicada a eles é a realidade. Qualquer um que examine o desenvolvimento histórico dos últimos 100 anos, do ponto de vista deste livro, vai entender de uma vez os gritos da imprensa judaica. Agora que este livro se tornou uma propriedade do povo, a ameaça judaica é considerada como interrompida (pgs 307-309).
Will Eisner (1917-2005),  filho de imigrantes judeus-americanos, conhecia desde pequeno a história do panfleto Protocolos dos sábios de Sião: "por bastante tempo o releguei à biblioteca da literatura perversa, ao lado do Mein Kampf (Minha luta, de Hitler)" escreveu na apresentação do seu livro, que também ilustrou, O complô (Companhia das Letras), sobre a história secreta dos Protocolos. Na introdução, o escritor e acadêmico italiano Umberto Eco se pergunta como tal livro resiste às provas de que é falso. E responde: "Não são os Protocolos que geram antissemitismo; é a profunda necessidade das pessoas de isolarem um inimigo, que as leva a acreditar nos Protocolos".

## “Protocolos” e “Diálogo no Inferno”
Conforme demonstrou Philip Graves em seus artigos no The Times em 1921, os “Protocolos” 1 a 19  seguem, a mesma sequência e conteúdo muito semelhante à obra dos “Diálogos” de Maurice Joly, o que mostra um claro plágio ou senão uma segunda versão. Aqui se apresentam alguns exemplos:
| Diálogos no Inferno entre Maquiavel e Montesquieu | Os Protocolos dos Sábios do Sião |
| --- | --- |
| Como são feitos os empréstimos? Pela emissão de obrigações que impliquem ao Governo na obrigação de pagar juros proporcionais ao capital que tenha sido tomado. Assim, se um empréstimo é de 5%, o Estado, depois de 20 anos, pagou uma quantia igual ao capital emprestado. Quando 40 anos houverem passado terás pago o dobro, após 60 anos triplo: no entanto, permanece devedor do capital inteiro.— Montesquieu; Diálogos, p. 209 | Um empréstimo é uma emissão de papel do Governo que implica numa obrigação de pagar juros no valor de uma percentagem da soma total do dinheiro emprestado. Se um empréstimo é de 5%, então em 20 anos, o Governo teria desnecessariamente pago uma soma igual ao do empréstimo, a fim de cobrir os percentuais. Em 40 anos, teria pago duas vezes, e em 60 três vezes quantia que, mas o empréstimo ainda permanecem como uma dívida não paga.— Protocolos, p. 77 |
| Como o deus hindu Vishnu, minha imprensa teria um centena de braços e esses braços darão as mãos a diferentes nuances de opiniões através do país.— Maquiaveli; Diálogos, p. 141 | Esses jornais, como o deus hindu Vishnu, será provido de centenas de braços, cada um sentindo o pulso de variáveis opiniões públicas.— Protocolos, p. 43 |
| Agora eu entendo a figura do deus Vishnu, você tem uma centena de braços, como o ídolo indiano, e cada um de seus dedos toca uma engrenagem.— Montesquieu; Diálogos, p. 207 | Nosso governo será semelhante ao deus hindu Vishnu. Cada uma de nossas cem mãos irá segurar uma engrenagem da máquina social do Estado.— Protocolos, p. 65 |

## Estrutura e conteúdo
Os Protocolos se propõem a documentar as minutas de uma reunião ocorrida ao final do século XIX por parte de Lideranças Judias Mundiais ("os Anciãos de Zion"), que supostamente conspiram para dominar o mundo. As informações atribuíam aos judeus uma variedade de planos, a maioria das quais originadas de antigas notícias sensacionalistas fabricadas. Como exemplo, os Protocolos incluíam planos para subverter os valores morais do mundo não-Judeu, planos dos banqueiros Judeus para controlar a economia mundial, dos Judeus em geral para controlar a imprensa, tudo isso visando a "Destruição da Civilização". São vinte e quatro Protocolos, que foram analisados por Steven L. Jacobs e Mark Weitzman, os quais documentaram diversos temas recorrentes e repetitivos que são expostos nesses Protocolos, conforme tabela a seguir:
| Protocolo | Título (Cf. Jacobs)                                                  | Temas (Cf. Jacobs)                                                                          |
| --------- | -------------------------------------------------------------------- | ------------------------------------------------------------------------------------------- |
| 1         | A Doutrina Básica: "O direito repousa no Poder"                      | Liberdade e ser liberto; Autoridade e Poder; Ouro = Dinheiro                                |
| 2         | Guerra Econômica E Desorganização levam a um Governo Internacional   | Conspiração econômina e Política Internacional; Imprensa e Informação como ferramentas      |
| 3         | Métodos de Conquista                                                 | Povo Judeu, arrogante e corrupto; Escolhas/Eleições; serviços públicos                      |
| 4         | A Destruição da Religião pelo Materialismo                           | Negócios Frios e sem Coração; Gentios como escravos                                         |
| 5         | Despotismo e Progresso Moderno                                       | Ética Judia; Relações do Povo Judeu com uma Sociedade Maior                                 |
| 6         | Aquisição de terras, Encorajamento à especulação                     | Posse da terra                                                                              |
| 7         | Profecia de uma Guerra Mundial                                       | Inquietação e discórdias internas (vs. Sistema Judiciário) levando a Guerra vs “Shalom”/Paz |
| 8         | O Governo de Transição                                               | Elemento Criminal                                                                           |
| 9         | Propaganda ampla e total                                             | Lei; educação; Maçonaria/Livre Maçonaria                                                    |
| 10        | Abolição da Constituição; Advento da Autocracia                      | Políticas; Governo pela maioria; Liberalismo; Família;                                      |
| 11        | A Constituição da Autocracia e Regra Universal                       | Gentios; Envolvimento político dos Judeus; Maçonaria                                        |
| 12        | O Reino da Imprensa e do Poder                                       | Libertade; Censura da Imprensa; Publicidade                                                 |
| 13        | Motivar pensamentos do público sobre Essencial e Não essencial       | Gentios; Negócios; Escolhas/Eleições; Imprensa e Censura; Liberalismo                       |
| 14        | A Destruição da Religião como um prelúdio da ascensão do Deus Judeu. | Judaismo; Deus; Gentios; Liberdade; Fornografia                                             |
| 15        | Utilização da Maçonaria: Supressão sem clemência dos Inimigos        | Gentios; Maçonaria; Sábios de Israel; Poder Político e Autoridade; Rei de Israel            |
| 16        | Nulificação da Educação                                              | Educação                                                                                    |
| 17        | O destino dos Advogados e do Clero                                   | Advogados; Clero; Cristianismo e Autoridade não-Judia                                       |
| 18        | A Organização da desordem                                            | O Mal; a Palavra;                                                                           |
| 19        | Entendimento mútuo entre o Governante e o Povo                       | Intrigas/Martírio                                                                           |
| 20        | O Programa Financeiro e a Constituição                               | Taxas e Taxação; Empréstimos; Obrigações; Empréstimo em Moeda corrente                      |
| 21        | Empréstimos Domésticos e Crédito Governamental                       | Mercado de Ações e Bolsa de Valores                                                         |
| 22        | A Beneficência do Governo Judeu                                      | Ouro = Dinheiro; Escolhas/Eleição                                                           |
| 23        | Inculcação da Obediência                                             | Obediência à Autoridade; Escravatura; Escolhas/Eleição                                      |
| 24        | O Governante Judeu                                                   | Monarquia; Documento como Ficção                                                            |

## Leituras adicionais

### Em inglês
- (em inglês) Will Eisner, The Plot: The Secret Story of the Protocols of the Elders of Zion. ISBN 0-393-06045-4
- (em inglês) Norman Cohn, Warrant for Genocide, 1967 (Eyre & Spottiswoode), 1996 (Serif) ISBN 1897959257
- (em inglês) Hadassa Ben-Itto, The Lie That Wouldn’t Die: The Protocols of the Elders of Zion, 2005 (Vallentine Mitchell). Review
- (em inglês) Steven Leonard Jacobs, Mark Weitzman, Dismantling the Big Lie: The Protocols of the Elders of Zion. (2003) ISBN 0-88125-785-0
- (em inglês) Danilo Kis presents a narrative history of the "Protocols" as The Book Of Kings And Fools in The Encyclopedia of the Dead, 1989 (Faber and Faber)
- (em inglês) Richard S. Levy, A Lie and a Libel: The History of the Protocols of the Elders of Zion (A translation of Binjamin W. Segel's 1926 book) (1996), University of Nebraska Press. ISBN 0803292457.
- (em inglês) Kenneth R. Timmerman, Preachers of Hate: Islam and the War on America (2003), Crown Forum. ISBN 1400049016
- (em inglês) Stephen Eric Bronner, A Rumor About the Jews: Reflections on Anti-semitism and the Protocols of the Learned Elders of Zion (Oxford University Press, 2003) ISBN 0195169565
- (em italiano) Cesare G. De Michelis, The Non-Existent Manuscript. A Study of the Protocols of the Sages of Zion (Translated by Richard Newhouse; University of Nebraska Press, 2004) ISBN 0-8032-1727-7
- (em inglês) United States Congress, Senate. Committee on the Judiciary. Protocols of the Elders of Zion: a fabricated "historic" document. A report prepared by the Subcommittee to Investigate the Administration of the Internal Security Act and Other Internal Security Laws (Washington, U.S. Govt. Printing Office, 1964)
- (em inglês) Isaac Goldberg, The so-called "Protocols of the Elders of Zion": a Definitive Exposure of One of the Most Malicious Lies in History (Girard, Kansas, Haldeman-Julius Publications, 1936).
- (em inglês) Lucien Wolf, The Myth of the Jewish Menace in World Affairs or, The Truth About the Forged Protocols of the Elders of Zion (New York, The Macmillan company, 1921).